# 三井アウトレットパーク 多摩南大沢
三井アウトレットパーク 多摩南大沢（みついアウトレットパーク たまみなみおおさわ）は、東京都八王子市南大沢にある、三井アウトレットパーク系列のアウトレットモールである。旧称は「ラ・フェット 多摩南大沢」。

## 沿革
- 2000年（平成12年）9月1日 - ドライブインシアターMOVIX多摩跡地に、三井アウトレットパーク4番目の施設として「ラ・フェット 多摩南大沢」オープン。
- 2007年（平成19年）12月14日 - 店舗数と駐車場の拡大をし、第2期オープン。
- 2008年（平成20年）4月1日 - 名称を「三井アウトレットパーク 多摩南大沢」に変更。
- 2015年(平成27年) - 同年11月に15年間(2000年9月〜2015年11月)の都有地の定期借地契約の満了を迎えるにあたり、運営会社の三井不動産が再度土地利用事業者公募に入札し、東京都と事業用定期借地権設定契約を締結し、当施設の10年間(2015年11月〜2025年11月)の事業延長が決定した。これに合わせて36店舗（新規出店27店舗、移転リニューアル9店舗）がオープンする大規模な改装を行った。[1]
- 2025年(令和7年) - 都有地の定期借地契約が2025年11月に満了を迎えるため東京都は再度事業者募集を行い、三井不動産による30年超の土地利用が決まった。市民の間ではアウトレットパークが無くなるといった噂も立てられていたが、これにより当面の間の施設の継続が決まった。またこれに合わせてB地区の建て替えを含めた大規模改装を行う事が決まっている。[2]

## テナント
- 計 108店舗 (2024年8月現在)
- adidas factory outlet（アディダス ファクトリー アウトレット）
- Afternoon Tea LIVING（アフタヌーンティー・リビング）
- Acoustic f-hole（アコースティック エフ・ホール）
- arancio（アランチオ）
- Artesania（アルテサニア）
- AS KNOW AS（アズ ノゥ アズ）
- ATELIER SAB OUTLET（アトリエ サブ アウトレット）
- Bleu Bleuet depot（ブルー ブルーエ デポ）
- BOBSON（ボブソン）
- CANDY A-GO-GO（キャンディー ア・ゴー・ゴー）
- CANTERBURY OF NEW ZEALAND OUTLET（カンタベリー オブ ニュージーランド アウトレット）
- CHILD WOMAN OUTLET（チャイルド ウーマン アウトレット）
- CIELO（チェーロ）
- COACH FACTORY（コーチ ファクトリー）
- Columbia Sportswear Company OUTLET（コロンビアスポーツウェア アウトレット）
- COSMETICS Celule（コスメティックス セルレ）
- Crepe-Crepe（クレープ クレープ）
- DAILY FACTORY（デイリー ファクトリー）
- drug store's OUTLET（ドラッグストアーズ アウトレット）
- EDWIN OUTLET（エドウイン アウトレット）
- FINE 7（ファイン セブン）
- Franc franc BAZAR（フランフラン バザー）
- GUESS WATCH BOUTIQUE OUTLET（ゲスウォッチ ブティック アウトレット）
- G-SHOCK OUTLET（ジーショック アウトレット）
- héliopôle//H PÔLE（エリオポール//アッシュポール）
- HeM OUTLET（ヘム アウトレット）
- hot box（ホット ボックス）
- INTERPLANET two（インタープラネット トゥー）
- IORI OUTLET（イオリ アウトレット）
- J.FERRY OUTLET SELECT（ジェイフェリー アウトレット セレクト）
- J&R JAYRO（ジェイアンドアール・ジャイロ）
- Jines outlet（ジネス アウトレット）
- JUNMEN（ジュンメン）
- KEN COLLECTION OUTLET（ケンコレクション アウトレット）
- LACOSTE OUTLET（ラコステ アウトレット）
- LAST CALL（ラストコール）
- Le MARCHE 2（ル・マルシェ・ドゥ）
- Le coeur BELLE BOUDOIR（ルクール ベルブードワァ アウトレット）
- L'EST ROSE STOCK（レストローズ ストック）
- Levi's Factory OUTLET（リーバイス ファクトリー アウトレット）
- MAGASIN DUSINE AIGLE（マガザン ドゥージナ エーグル）
- MARIO GELATERIA（マリオジェラテリア）
- MEN'S BIGI FACTORY OUTLETS（メンズビギ ファクトリー アウトレット）
- MIKIHOUSE REPRO（ミキハウス リプロ）
- mont・bell club/mont・bell factory outlet（モンベル クラブ/モンベル ファクトリー アウトレット）
- NEXT DOOR（ネクスト ドア）
- NEXT DOOR NEXT（ネクストドア ネクスト）
- NIKE FACTORY STORE（ナイキ ファクトリーストア）
- NIMES STOCK（ニーム ストック）
- noah noah（ノア ノア）
- NOLLEY'S OUTLET（ノーリーズ アウトレット）
- NEW YORKER（ニューヨーカー）
- Oggi by causa（オッジ バイ コーザ）
- ONOFF（オノフ）
- OSH KOSH B'GOSH（オシュ コシュ ビゴッシュ）
- PEARLY GATES/LAST CALL（パーリーゲイツ/ラストコール）
- PAZZO.WORKS（パッゾ・ワークス）
- PET PARADISE（ペットパラダイス）
- Premium Jeans OUTLET（プレミアム ジーンズ アウトレット）
- PRICE MAGIC（プライス マジック）
- prose verse（プロズヴェール）
- QUIKSILVER FACTORY OUTLET STORE（クイックシルバー ファクトリーアウトレットストア）
- REGAL SHOE BAR（リーガル シュー バー）
- Reebok FOS（リーボック ファクトリー アウトレット ストア）
- Sakagami Grand Repas（サカガミ グランルパ）
- SCHIATTI SHIRT de STOCK（スキャッティ・シャツ デ ストック）
- SOMETHING OUTLET（サムシング アウトレット）
- STRAWBERRY-FIELDS（ストロベリー フィールズ アウトレット）
- TABACs（タバックス）
- TEIJIN MEN'S SHOP RACK（テイジン メンズ ショップ ラック）
- とんかつ茶づけ すずや
- TRIUMPH FACTORY OUTLET（トリンプ ファクトリー アウトレット）
- UNITED ARROWS Outlet（ユナイテッド アローズ アウトレット）
- はーべすと
- ザ・ガーデン横浜
- Zoff OUTLET（ゾフ アウトレット）
- ペットエコ横浜
- ろくろ
- ママのリフォーム
- 多摩カルチャーカレッジ
- 帽子屋

## 交通アクセス
- 京王相模原線南大沢駅 徒歩3分
  - 南大沢駅北側の、京王相模原線及び多摩ニュータウン通りと東京都立大学のキャンパスに挟まれた区域にある。

## ギャラリー

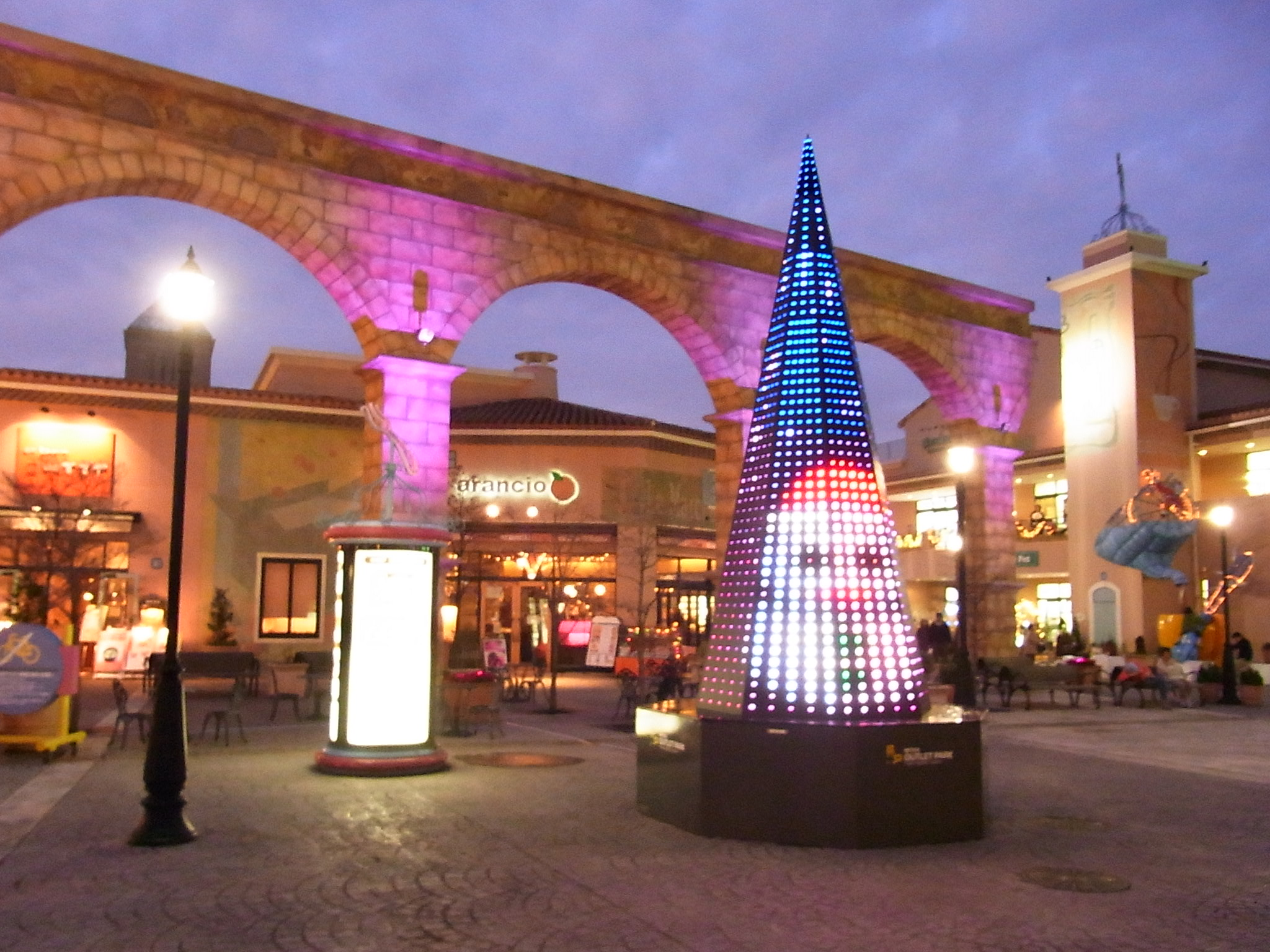
アウトレットモール（2009年11月30日撮影）
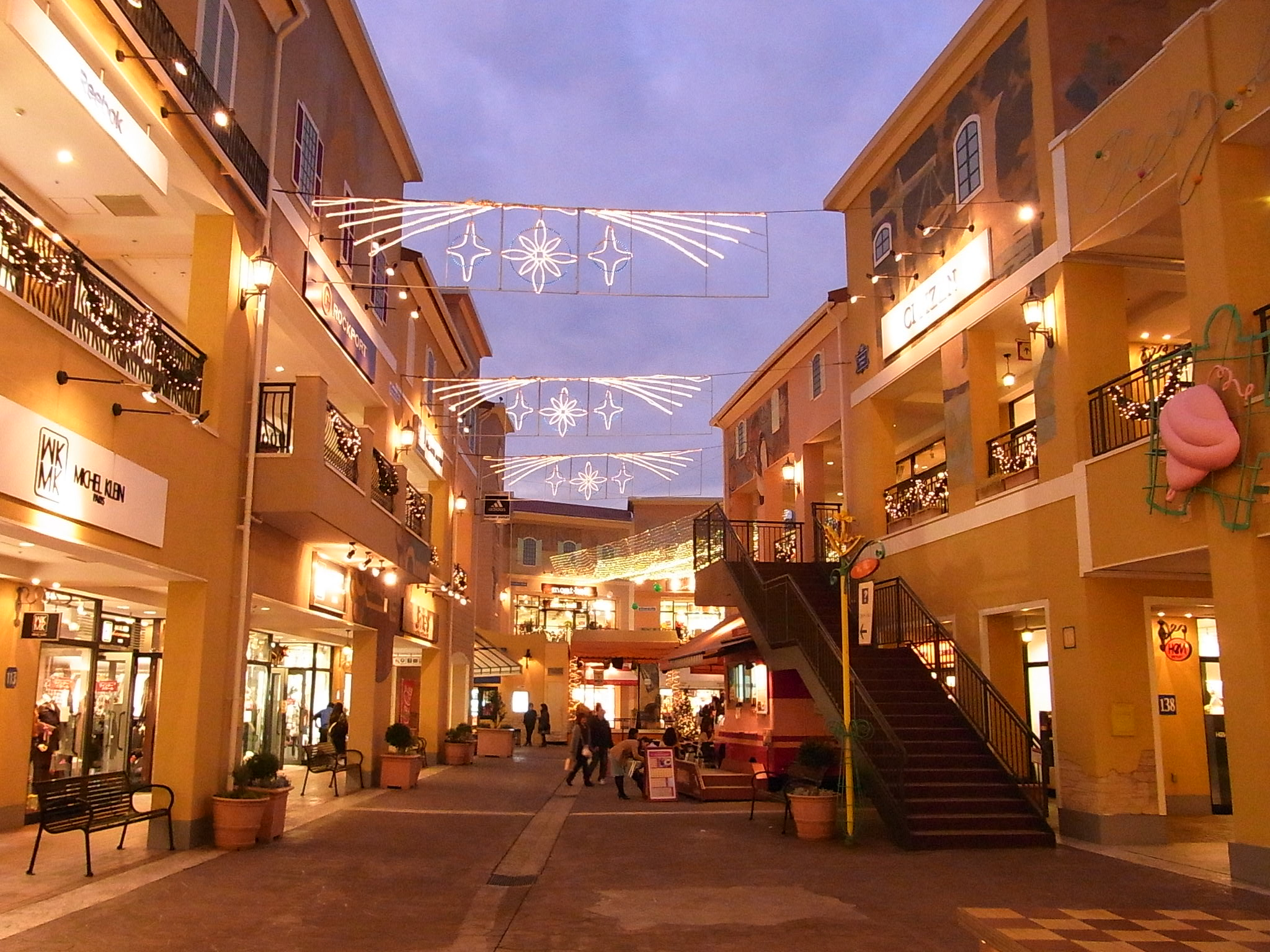
アウトレットモール（2009年11月30日撮影）
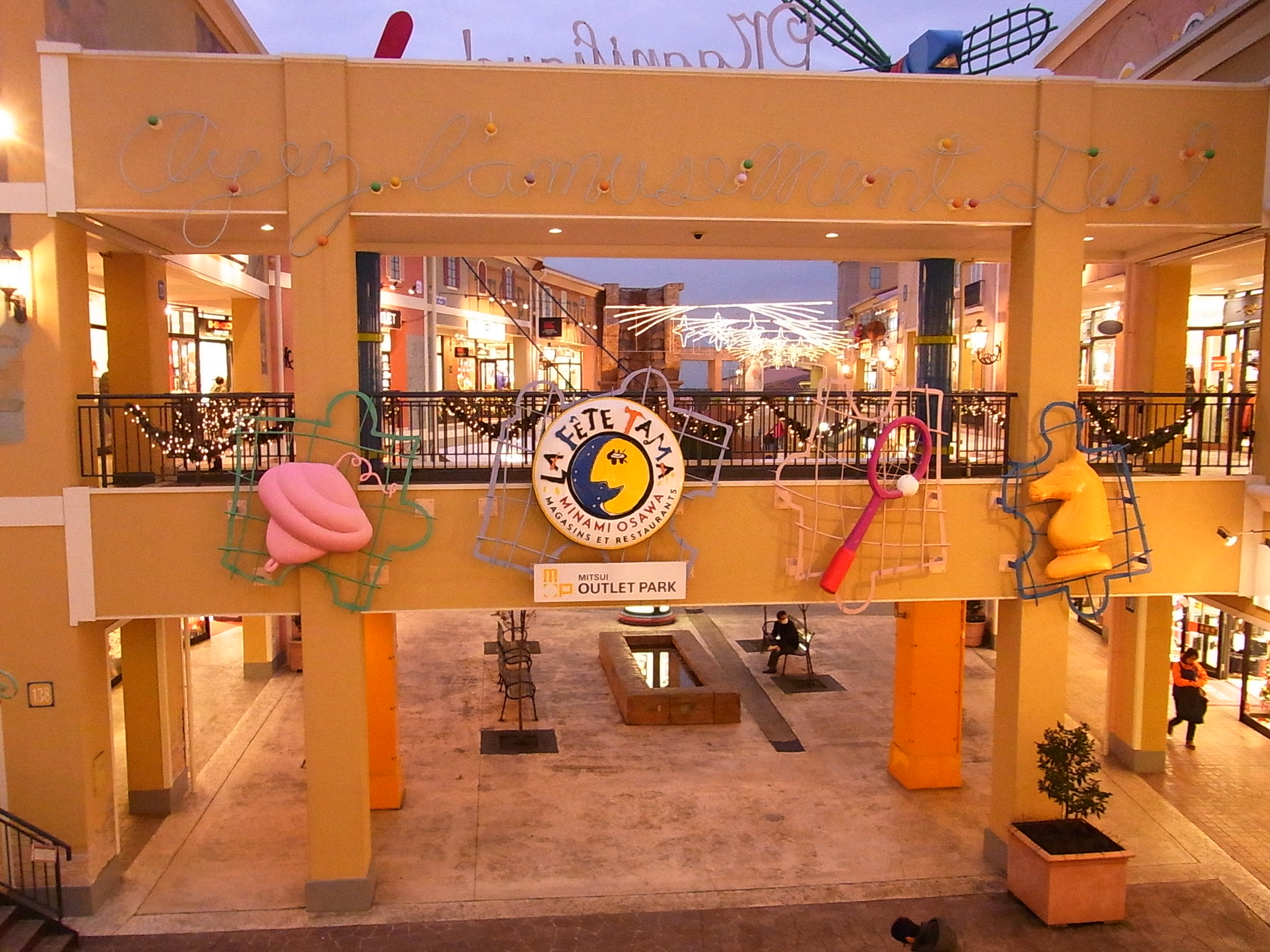
アウトレットモール（2009年11月30日撮影）
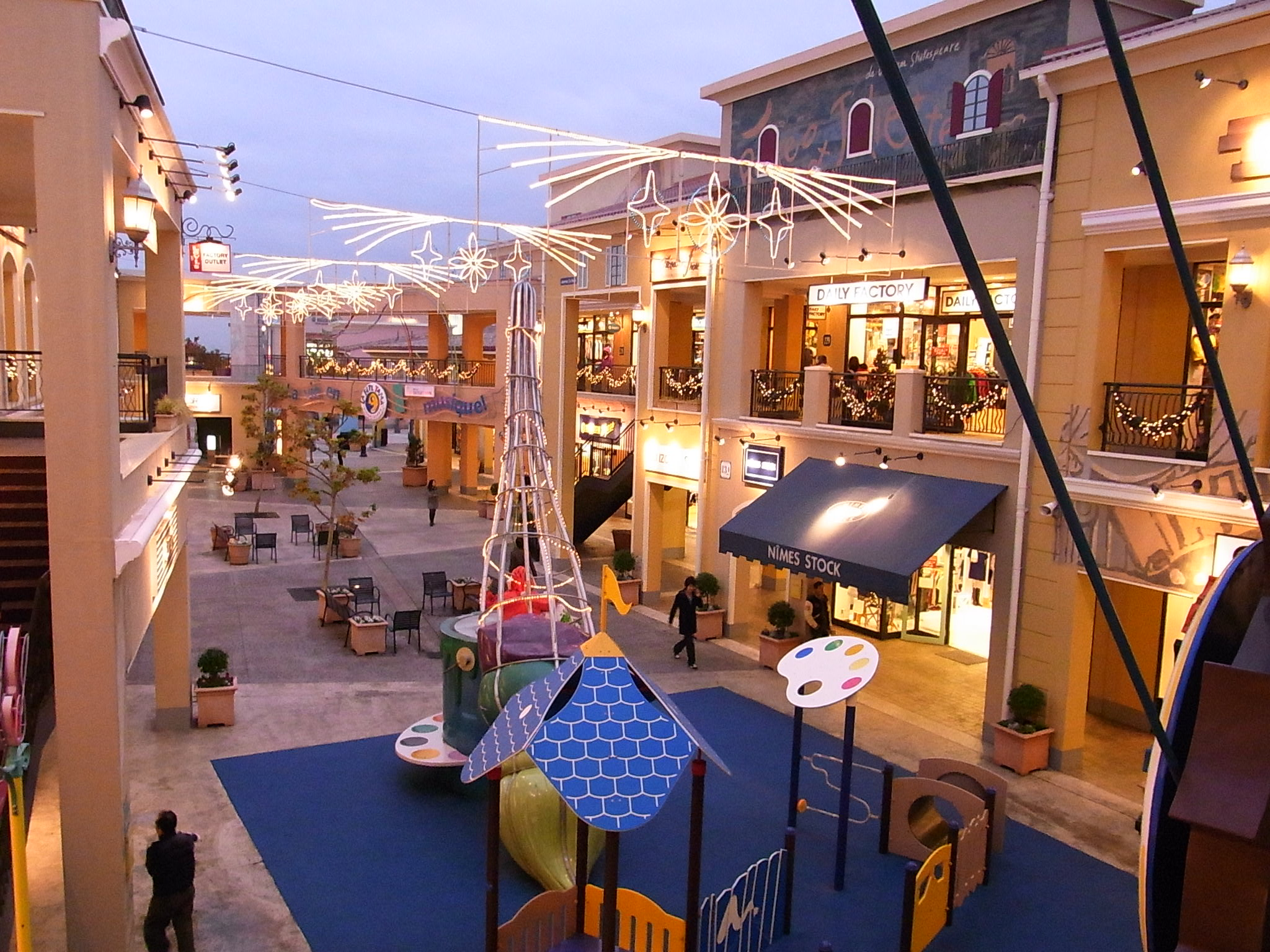
アウトレットモール（2009年11月30日撮影）
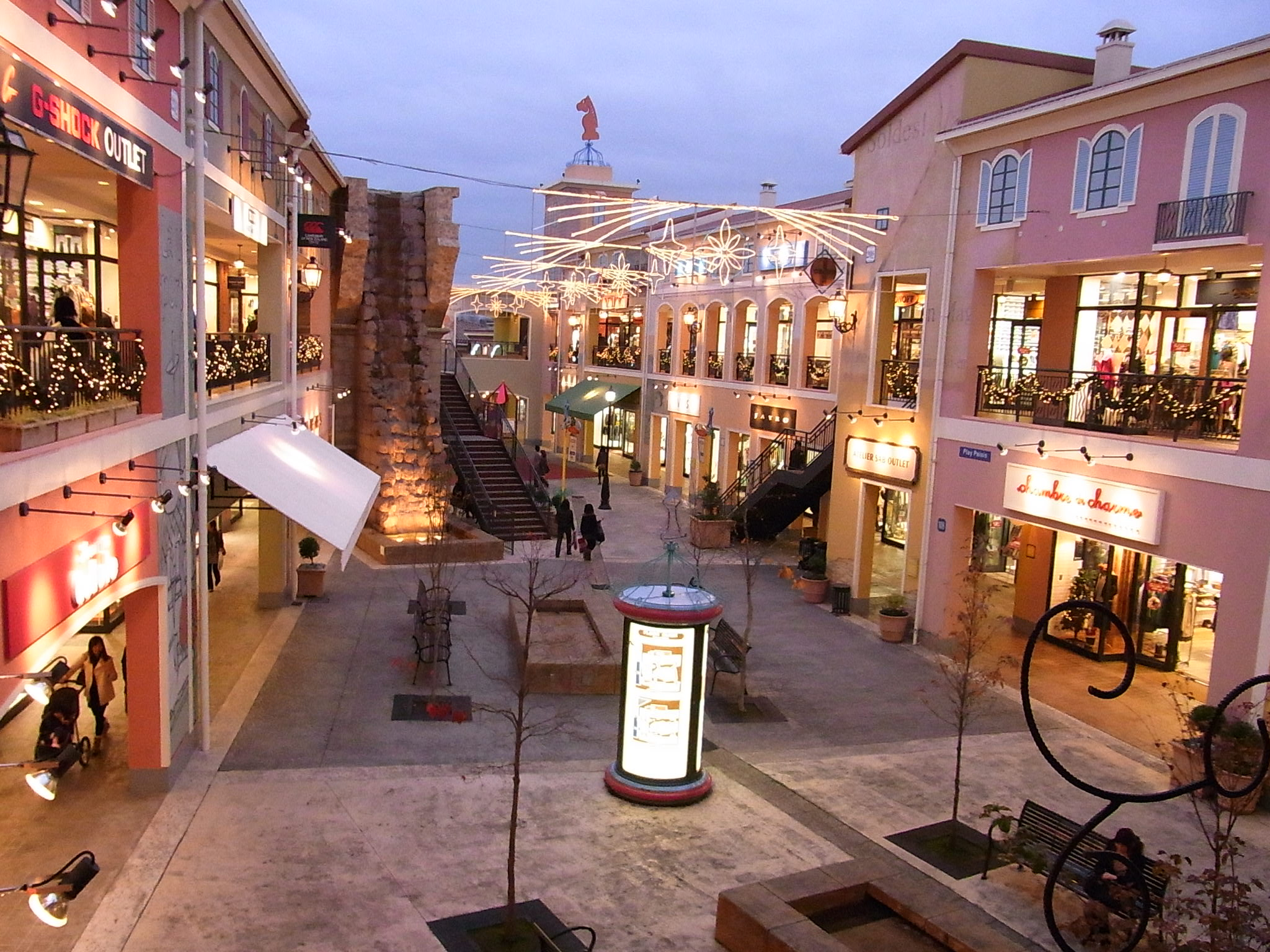
アウトレットモール（2009年11月30日撮影）

## その他
- ファクトリーアウトレッツの一部は住宅都市整備公団の物件情報施設「住遊館」の跡地である。
- ファクトリーアウトレッツヴィラの場所は、以前ドライブインシアター「MOVIX」があった。ラ・フェット多摩南大沢（当時）の開業時に平面駐車場となり、その後増床、駐車場立体化により店舗化された。
- マーケッツ&レストランツの敷地には、以前「南大沢マルチパーパスプラザ（通称、黄色いテント）」があり、簡単な舞台設備と通称の由来となる敷地を覆う黄色いテント状の屋根を備えていた。これらを活用し、ガーデンシティ多摩の南大沢会場やフラワーフェスティバル由木の会場として使用されていた（フラワーフェスティバル由木は現在、南大沢駅前と中郷公園で行われている）。またテントの直下にプロレスリングを設置しプロレス試合の会場としても使用されたことがある。
- 2006年（平成18年）から2007年（平成19年）まで放送されていた『ウルトラマンメビウス』ではロケ地としてよく登場した。
- 劇場版BLEACH MEMORIES OF NOBODY - BLEACH初の劇場版の舞台となった。
- 多摩ニュータウン通り沿いには春には菜の花、夏にはヒマワリが植えられる。

## 今後の計画
施設全体が都有地で、当初は定期借地期間が2015年11月末までだったが、同年に契約期間が2025年11月末まで延長された。2025年に都との定期借地契約が終了することから、2020年から土地の活用方法が検討されてきた。2024年には土地所有者の東京都が「南大沢駅北側都有地活用事業」の事業者公募を行い、施設運営者の親会社である三井不動産が事業予定者に選定され、具体的な土地利用計画が公表された。
計画では、施設が借地している3画地のうち、ファクトリーアウトレッツ「ヴィラ」と「A街区」が立地するA画地とC駐車場（平面駐車場）が立地するC画地は既存施設の活用、ファクトリーアウトレッツ「B街区」が立地するB画地は建替えの方針が示された。事業期間は施設運営期間（30年間）と施設の建設及び除却期間を加えた期間とし、2025年度中に都と事業者間で事業用定期借地権設定契約を締結して、B画地の建築工事を始め、2027年度にB画地の建築工事が完了予定である。